# Rudolf Kolisko
Rudolf Kolisko (* 15. März 1859 in Wien; † 18. November 1942 in Hollabrunn, Niederösterreich) war ein österreichischer Jurist und Politiker (DVP).

## Leben
Rudolf Kolisko kam am 15. März 1859 als Sohn von Eugen Kolisko (1811–1884), Primararzt am Allgemeinen Krankenhaus in Wien und Luise Kolisko (* 1824), geborene Bach, zur Welt.
Sein älterer Bruder Alexander Kolisko (1857–1918) war Pathologe und Gerichtsmediziner in Wien, sein jüngerer Bruder Hans Kolisko (1861–1917) war Direktor der Staatsbahnen in Wien in der Zeit vor und während des Ersten Weltkriegs.
Rudolf Kolisko besuchte das Schottengymnasium in Wien und legte dort 1877 die Matura ab. Anschließend studierte er an den Universitäten Wien und Graz.
Kolisko war seit 1878 Mitglied der Wiener akademischen Burschenschaft Libertas. Ende des Jahres 1878 initiierte er eine Statutenänderung, nach der Juden nicht als Deutsche anzusehen und damit von der Mitgliedschaft ausgeschlossen sind. Die Burschenschaft Libertas gilt damit als die erste im deutschen Sprachraum, die einen Arierparagraphen eingeführt hat.
Im Jahr 1884 promovierte er zum Doktor der Rechtswissenschaften. In den Folgejahren wirkte er als Jurist in Wien, Linz, Meran und ab 1893 in Oberhollabrunn, wo er seine Kanzlei in der Amtsgasse 9, Ecke Amtsplatz eröffnete, der später in Koliskoplatz umbenannt wurde.
Von 1899 bis 1931 war Kolisko Vorsteher der Sparkasse Hollabrunn (bis 1928 Oberhollabrunn).
Daneben engagierte sich Kolisko bei mehreren Vereinen in Oberhollabrunn in führender Position:
- Obmann des Turnvereines 1900–1917
- Gründer und Obmann des Deutschen Volksvereines 1898–1917
- Obmann des Verschönerungsvereines 1908
- Obmann des Jagdklubs 1898–1899
- Obmann des Schutzvereines Südmark 1919–1925.

## Politische Laufbahn

### Landtagsabgeordneter

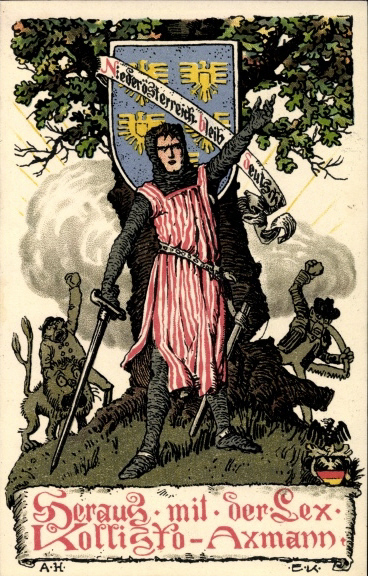
Werbepostkarte „Heraus mit der Lex Kollisko-Axmann!“

Ab 28. Dezember 1896 war Kolisko Abgeordneter der Städte Korneuburg, Oberhollabrunn und Stockerau zum niederösterreichischen Landtag (8. Wahlperiode). In dieser Funktion gründete er die Deutsche Volkspartei in Niederösterreich. Kolisko gehörte in dieser Wahlperiode auch als Ersatzmitglied dem Landesausschuss, einem Organ des Landtags mit Exekutivbefugnissen, dem Vorläufer der heutigen Landesregierung, an.
Nachdem der Landtag durch Allerhöchste Entschließung des Kaisers per 8. September 1902 vorzeitig aufgelöst wurde, stellte sich Kolisko der Wiederwahl für eine weitere Amtsperiode, die er erst in der Stichwahl im zweiten Wahlgang schaffte. Damit war er auch in der 9. Wahlperiode vom 19. Dezember 1902 bis zum 20. Juli 1908 Landtagsabgeordneter.
Einer größeren Öffentlichkeit wurde er durch die sogenannte Lex Kolisko bekannt.
Im Jahr 1896 brachte Kolisko im niederösterreichischen Landtag, zu dem damals auch Wien gehörte, den Antrag ein, Deutsch als ausschließliche Unterrichtssprache an allen öffentlichen Volks- und Bürgerschulen für alle Zeit festzuschreiben. Die Gesetzesvorlage erhielt zwar eine Mehrheit der Abgeordnetenstimmen, Kaiser Franz Joseph I. verweigerte dem Gesetz aber die erforderliche Zustimmung, wodurch es keine Rechtskraft erlangte.
In den Folgejahren wurde der Antrag immer wieder dem Landtag zur neuerlichen Beschlussfassung vorgelegt – auch nach dem Ausscheiden von Rudolf Kolisko aus dem Gremium – ohne jemals gültiges Recht zu werden. (bis zum Jahr 1912 wurde der Antrag zwölfmal eingebracht)
Die Lex Kolisko erhielt dadurch Aufmerksamkeit in der Presse und in weiten Kreisen der Bevölkerung.

### Bürgermeister von Hollabrunn
Von 1908 bis 1919 war Kolisko Bürgermeister der Stadt Oberhollabrunn (heute Hollabrunn).
In seine Amtszeit fallen die Regulierung des Göllersbachs im Stadtgebiet in den Jahren 1912 bis 1914, der in der Zeit davor immer wieder Teile der Stadt überflutete.
In den Jahren 1913 und 1914 wurde auf seine Initiative hin eine Wasserleitung und das Pumpwerk I in Magersdorf errichtet.
1914 wurde auf dem Areal des ehemaligen Oberen Friedhofes eine Parkanlage angelegt, und nach dem Bürgermeister Koliskopark genannt.
In der Zeit des Ersten Weltkriegs initiierte Kolisko ein Flüchtlingslager südöstlich der Stadt. Nach dessen Auflösung entstand auf dem Gelände der Stadtteil Gartenstadt.
1935 gab der Altbürgermeister Rudolf Kolisko den Auftrag, über die von ihm eingerichtete und dotierte Waldstiftung in Hollabrunn auf dem 332 Meter hohen Gaisberg im Hollabrunner Kirchenwald – dem westlichen Ausläufer des Ernstbrunner Walds – einen 10,8 Meter hohen Aussichtsturm zu errichten, die sogenannte Koliskowarte. Sie ist bis heute ein beliebtes Ziel für Wanderungen.

## Auszeichnungen
- Ehrenbürger von Hollabrunn (1914)
- Koliskopark in Hollabrunn[10]
- Koliskoplatz in Hollabrunn